# Kajaki (huyện)
Kajaki là một huyện thuộc tỉnh Helmand, Afghanistan. Dân số thời điểm năm 1999 là 59,131 người.